# Finist – dzielny sokół (dramat)
Finist - dzielny sokół (ros. Фи́нист я́сный со́кол) – sztuka autorstwa rosyjskiej dramatopisarki Swietłany Pietrijczuk, opublikowana w 2020 roku. W tym samym roku Żenia Berkowicz wyreżyserowała tę sztukę, której prapremiera miała miejsce w Moskwie. To opowieść o losach Rosjanek, które przez internet poznały arabskich narzeczonych, wyszły za mąż za bojowników ugrupowania terrorystycznego Państwo Islamskie i przeprowadziły się do Syrii. „Finist” stał się jednym z najczęściej omawianych przedstawień w latach 2020–2021. Spektakl otrzymał nagrodę Stowarzyszenia Krytyków Teatralnych, został zwycięzcą nagrody Made in Russia czasopisma SNOB oraz laureatem Narodowej Nagrody Teatralnej Złotej Maski w dwóch kategoriach. Dramat został przetłumaczony na język polski i opublikowany w antologii, wydanej przez Centrum Dialogu im. Juliusza Mieroszewskiego. Aktywiści prokremlowskiego ruchu narodowo-wyzwoleńczego napisali donos na ten spektakl. Sąd dopatrzył się znamion „wspierania terroryzmu” w sztuce „Finist dzielny sokół”. Berkowicz i Pietrijczuk zostały w maju 2023 roku aresztowane, a 8 lipca 2024 ogłoszono wyrok, na mocy którego artystki skazano na 6 lat więzienia.

## Przekłady na polski
- To jest dramat. Antologia 10 dramatów, wybranych przez dramatopisarza Michaiła Durnienkowa(inne języki). Tł. Róża Kochanowska i in. Wyd. pierwsze. Warszawa: Centrum Dialogu im. Juliusza Mieroszewskiego, 2022. ISBN 978-83-66883-46-8. Brak numerów stron w książce